# Catedral de la Asunción de Santa María (Altamura)
La catedral de la Asunción de Santa María o simplemente catedral de Altamura (en italiano: Cattedrale di S. Maria Assunta) es un edificio religioso dedicado a la Asunción de la Santísima Virgen María que funciona como una catedral católica en la ciudad de Altamura, en la provincia de Bari, Apulia, en el sur de Italia.
Desde 1986 ha sido sede del obispo de Altamura-Gravina-Acquaviva delle Fonti, formada en ese año. Previamente fue la iglesia de la prelatura territorial de Altamura (desde 1848, Altamura y Acquiva delle Fonti).
Fue iniciada por el emperador Federico II en 1232, y se convirtió en uno de los santuarios más venerados de Apulia. En 1248, bajo la presión de Federico, el papa Innocente IV declaró Altamura exento de la jurisdicción del obispo de Bari, haciéndole una iglesia palatina, una de las cuatro en Apulia. Fue acabada en 1254.
La orientación actual de la iglesia es opuesta a la original, aunque no se sabe si el cambio data del reinado de Robert de Anjou (principios del siglo XIV) o de la ampliación realizada en 1521-1547. El portal norte data del tiempo de Robert, mientras que el segundo campanario, el altar y la sacristía fueron añadidos en el siglo XVI. A partir del siglo XVIII se incorporaron las partes superiores de los dos campanarios y la pequeña galería entre ellos.

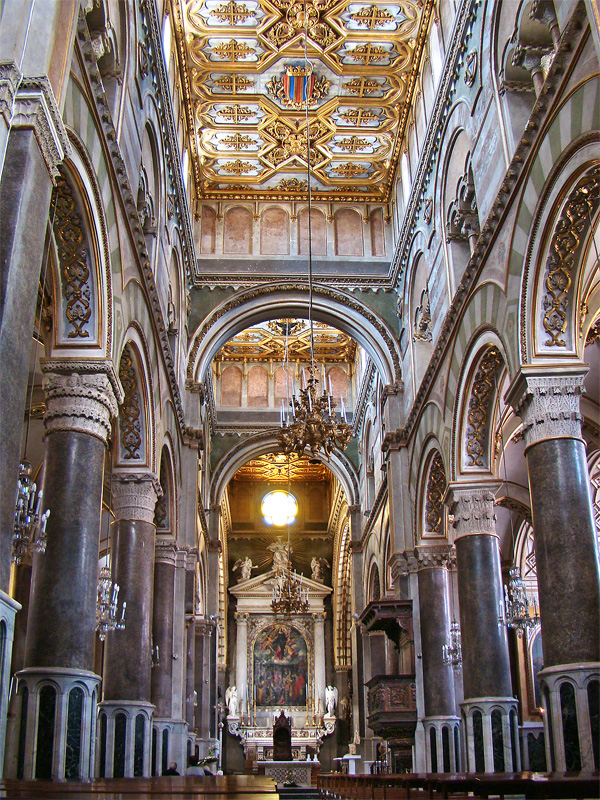
Vista interna